# Joe Dante
Joe Dante (Morristown (New Jersey), 28 november 1946) is een Amerikaanse filmregisseur die onder meer de horrorkomedie Gremlins regisseerde.

## Werk
Dante heeft een reeks films gemaakt die voornamelijk onder cult-aanhangers scoorden. In veel van deze films neemt Dante op subtiel komische wijze het horrorgenre op de hak, terwijl hij tegelijkertijd de film spannend, eng en gewelddadig houdt: een combinatie van parodie en hommage.
Verder krijgt Dante veel lof van critici vanwege zijn baanbrekende special effects waarmee Dante steeds de grens van technische haalbaarheid weet op te rekken. Zijn film Innerspace uit 1987 won een Oscar voor de Beste Visuele Effecten.
Slapstickachtige humor, cartooneske monsters en fantasieën en karikaturale personages komen veelvuldig in zijn films voor. Dante lijkt een obsessie te hebben voor film en media: in veel van zijn speelfilms kijken de personages naar een film op tv en in iedere film zit wel een shot van een televisiescherm. Ook bevatten zijn films veel verwijzingen naar andere films, noemt hij personages naar bekende filmacteurs, regisseurs of personages en laat hij veel beroemdheden een cameo-optreden in zijn films spelen. Een aantal films van Dante spelen zich af tijdens de opnames van een film of tv-programma.

## Biografie
Dante is de zoon van Italiaanse immigranten. Na een tijdje als journalist en filmcriticus te hebben gewerkt, begon hij eind jaren 60 te werken als maker van trailers voor een Amerikaanse distributiemaatschappij. Van bestaande bioscoopfilms monteerde Dante talloze trailers.
Vanaf 1975 ging Dante werken voor de legendarische B-film-producent Roger Corman. In dienst van Corman monteerde Dante een hele reeks B-films.
Corman produceerde in 1978 ook de door Dante zelf geschreven horrorfilm Piranha. In deze parodie op Jaws, bewees Dante dat hij humor met angst kon combineren. De film liet meteen alle stijlkenmerken van Dante zien en groeide uit tot een culthit.
Dante brak bij een groter publiek door met zijn tweede film: de weerwolffilm The Howling. Hierin parodieerde Dante het weerwolvengenre. Met name de special effects van mensen die in weerwolven veranderen sloegen aan.

## Gremlins
In 1983 regisseerde Dante een segment van het bioscoopvierluik Twilight Zone: The Movie. Via deze film kwam hij in contact met Steven Spielberg, die een ander segment van de film regisseerde. Spielberg vroeg hem om Gremlins te regisseren. Gremlins, een combinatie van absurde humor, sentiment en horror werd een van de meest lucratieve films van de jaren 80. In deze films deed Dante talloze andere films, variërend van Invasion of the Body Snatchers tot It's a Wonderful Life na.
Na Gremlins maakte Dante Amazon Women on the Moon (een reeks sketches waarin allerlei films werden nagedaan) Innerspace (een sciencefictionkomedie over een geminituraliseerde piloot) en The 'Burbs (een bovennatuurlijke komedie over burenruzies) en in 1990 maakte hij het vervolg op Gremlins, getiteld: Gremlins 2: The New Batch.
Een van Dante's minst succesvolle films was Matinee (1993), een komedie die zich afspeelt in de jaren 50 en het verhaal vertelt van een depressieve B-filmregisseur, tegen de achtergrond van de communistenjacht van McCarthy.
Toen Mick Garris begon met zijn serie Masters of Horror uit 2005/2006, vroeg hij Dante in beide seizoenen een film bij te dragen. Dat werden Homecoming en The Screwfly Solution.

## Animatie
In 1997 maakte Dante Toy Soldiers waarin baanbrekende computereffecten voorkwamen. In 2001 maakte hij Looney Tunes: Back in Action waarin hij live-action met tekenfilm combineerde.
- Bibsys: 98041998
- Biblioteca Nacional de España: XX1276554
- Bibliothèque nationale de France: cb13535903s (data)
- Catàleg d'autoritats de noms i títols de Catalunya: 981058527240106706
- CiNii: DA11751151
- Gemeinsame Normdatei: 120895927
- International Standard Name Identifier: 0000 0001 2138 5286
- Library of Congress Control Number: no97004459
- MusicBrainz: 7d07dda0-3a5e-434f-87b4-5d69b55e6c4c
- Nationale Bibliotheek van Tsjechië: jx20050419025
- Nationale Bibliotheek van Israël: 987007446372905171
- Nederlandse Thesaurus van Auteursnamen: 071436693
- Réseau des bibliothèques de Suisse occidentale: 02-A006107061
- SNAC: w6zd2fzb
- Système universitaire de documentation: 060405643
- Virtual International Authority File: 70990751
- WorldCat: E39PBJy8kYfbTKgXqV9pvT34v3